# Basilica di Santa Sofia (Sofia)
La basilica di Santa Sofia (in bulgaro Базилика „Света София“?) è una chiesa paleocristiana ortodossa situata nel cuore della capitale bulgara Sofia. Risalente al IV-VI secolo, è considerata la seconda chiesa più antica della città e un simbolo duraturo della sua eredità spirituale e architettonica. 
L'edificio originario sorgeva su una necropoli romana e fu uno dei luoghi in cui si svolse il Concilio di Sardica nel 343 d.C., episodio che ne sancì l'importanza ecclesiastica già in epoca tardoantica. Nel corso del XIV secolo, la chiesa assunse un ruolo ancor più rilevante; fu proprio da essa che la città prese il nome “Sofia”, sostituendo l'antico toponimo “Sredec” (Средец).

## Storia

### Edifici preesistenti
La chiesa di Santa Sofia fu edificata sul sito di una necropoli romana della città di Serdica e si sovrappose a una serie di strutture sacre preesistenti risalenti al IV secolo. Già nel II secolo, l’area ospitava un teatro romano, attestando l’importanza del sito nel tessuto urbano dell’antica Serdica.
La cristianizzazione della città iniziò nei primi decenni dell'era cristiana, ma il culto rimase limitato dalle restrizioni imposte dall’Impero romano. Un cambiamento significativo si ebbe il 30 aprile 311, quando l'imperatore Galerio promulgò l'Editto di Serdica, garantendo ai cristiani una prima forma di tolleranza religiosa e di libertà. Tale decreto fu riconfermato due anni più tardi, nel 313, dall'imperatore Costantino I tramite l'Editto di Milano, che legalizzò ufficialmente il Cristianesimo all'interno dell'Impero.

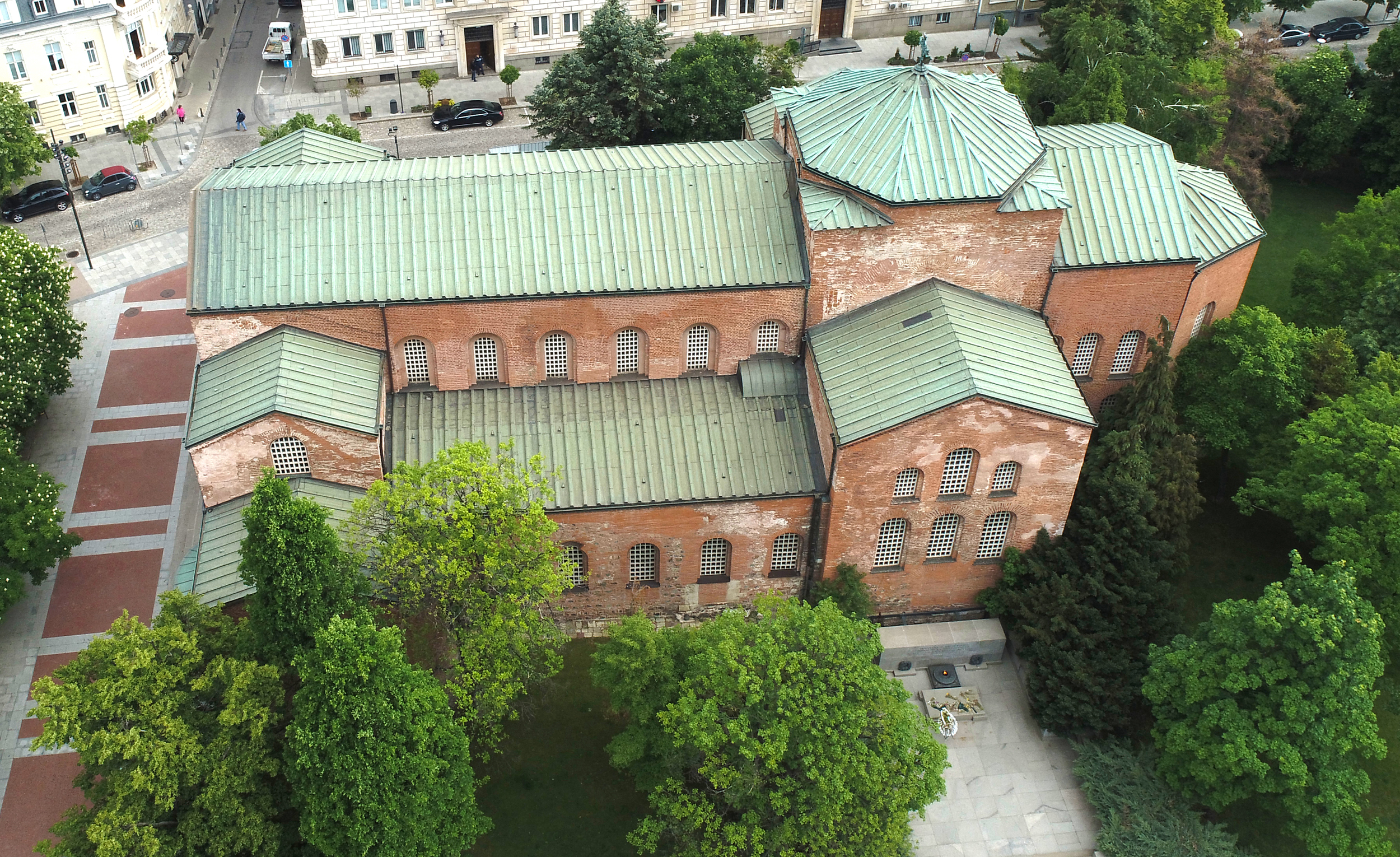
Una veduta aerea

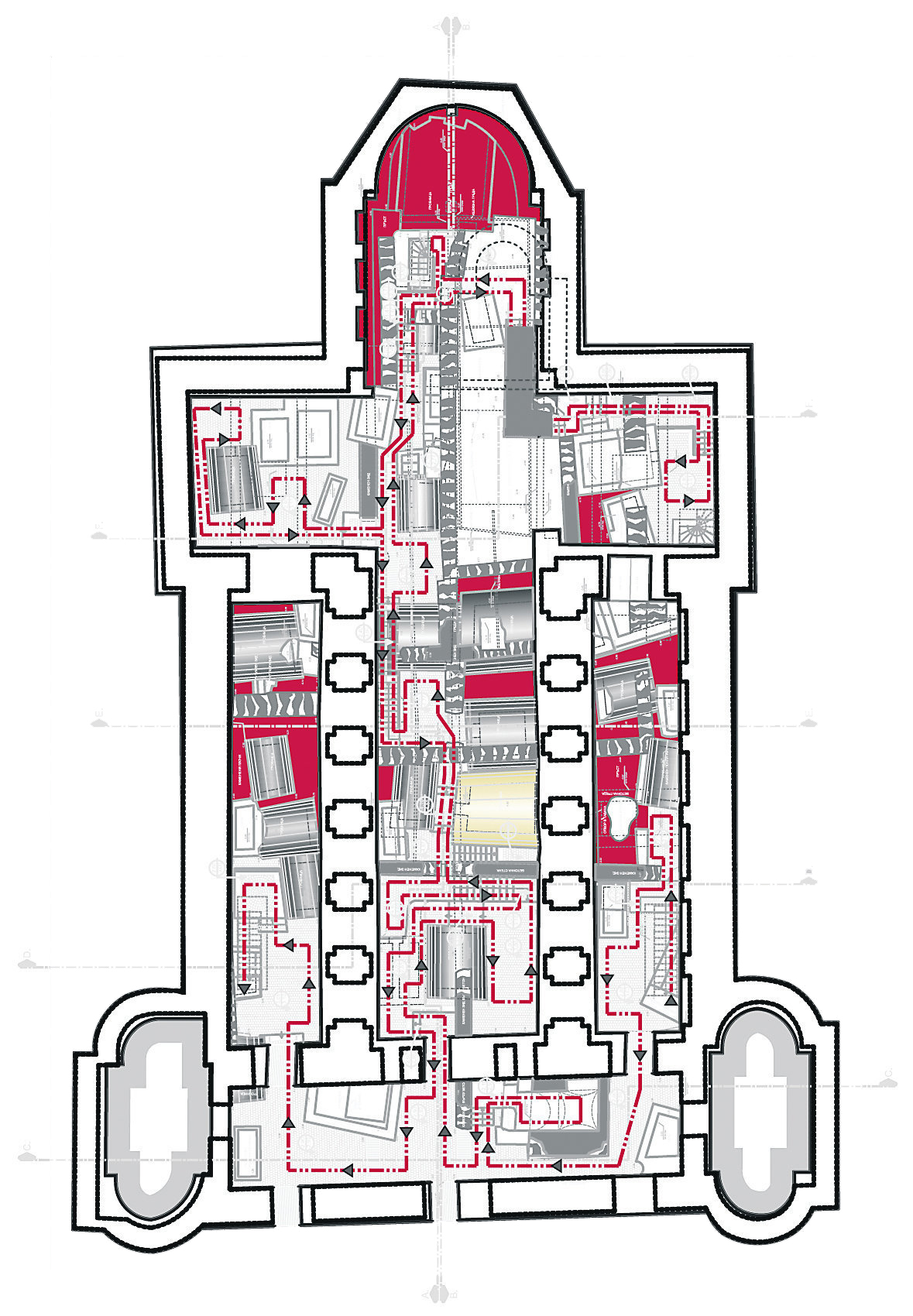
La pianta del piano archeologico della chiesa

Secondo le ricostruzioni avanzate nel XX secolo da studiosi bulgari quali Magdalina Stančeva e l’architetto Boadžiev, sul sito dell'attuale Basilica di Santa Sofia sarebbero state costruite in successione almeno quattro chiese cristiane di piccole dimensioni, prima dell’edificio attuale. 
Il primo luogo di culto identificato è un martyrion paleocristiano, eretto nel cimitero situato ad est della Porta orientale di Serdica, immediatamente dopo l’Editto di Milano (313 d.C.). La tavola d’altare rinvenuta in loco è databile intorno alla metà del IV secolo. Originariamente, l’edificio aveva forma rettangolare, con dimensioni di circa 7,43 × 6,19 metri e un’abside semicircolare orientata ad est. Successivamente, fu ampliato in direzione ovest fino a raggiungere 14,51 metri di lunghezza, mantenendo invariata la larghezza.
Intorno al 380, al suo posto del martyrion fu costruita una nuova chiesa che, pur non avendo un collegamento funzionale diretto con la pecedente, ne conservò le proporzioni fondamentali, utilizzando i resti delle sue mura come base. Alla navata centrale, più lunga di circa 4 metri, furono affiancate due navate laterali, con quella settentrionale ridotta per evitare di intaccare le tombe preesistenti. L’abside raggiunse la larghezza dell’intera navata centrale, in linea con soluzioni architettoniche diffuse nella Siria cristiana dell’epoca.
Poco dopo, si ebbe una terza ricostruzione, con ulteriore ampliamento delle navate laterali (quella nord di appena mezzo metro) e dell’abside. La navata centrale fu estesa verso ovest e venne aggiunto un nartece. Questa terza struttura, tuttavia, fu di breve durata, e si ritiene che sia stata distrutta da incursioni barbariche, probabilmente ad opera dei Goti, pochi anni dopo il completamento.
Negli ultimi anni del IV secolo, sullo stesso sito fu eretta una quarta chiesa, caratterizzata da un pavimento a mosaico (documentato ma non conservato) che ricopriva le rovine delle precedenti costruzioni. Anche questo edificio fu distrutto nel 443, molto probabilmente durante le incursioni degli Unni.
Dalla fine del XX secolo, emerse la necessità di una nuova interpretazione critica delle ipotesi avanzate precedentemente riguardo alle origini della basilica. Studiosi bulhari come l'architello Gančev, l'architetto Kitov e Božidar Čilingirov misero in discussione alcune delle conclusioni proposte da Stančeva e Boadžiev.

### La chiesa attuale

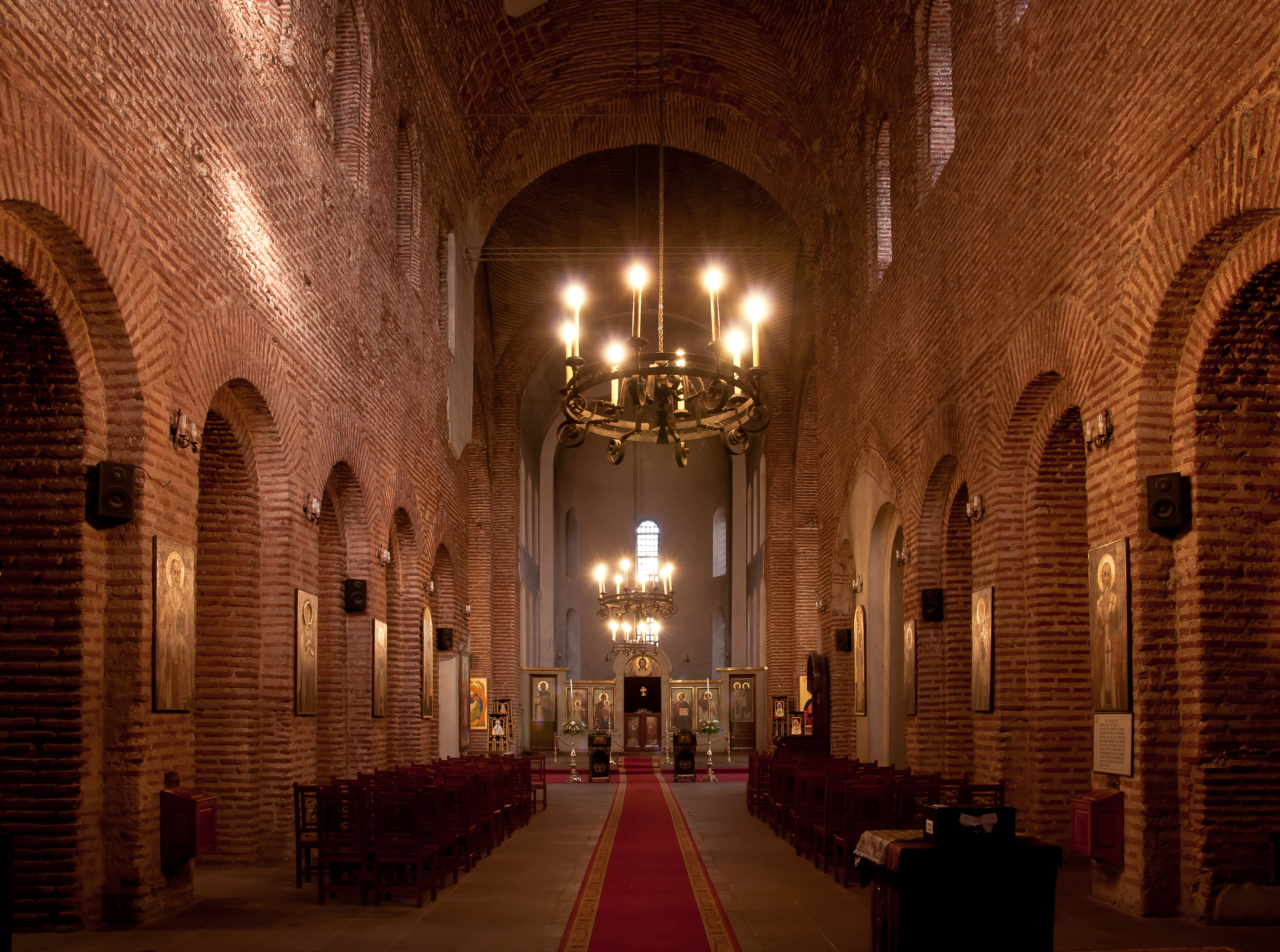
La navata centrale

Gran parte degli studiosi bulgari attivi nel XX secolo concordano nell'ipotizzare che costruzione dell'attuale basilica risalga alla metà del V secolo, sotto l'imperatore Marciano (450–457) o sotto Leone I il Trace (457–474). Secondo queste interpretazioni, alcuni elementi architettonici della nuova chiesa potrebbero ricalcare parzialmente la pianta di un edificio precedente, probabilmente paleocristiano.
Verso la fine del V secolo, la chiesa fu danneggiata da nuovi attacchi - forse ad opera dei proto-bulgari e degli slavi - e solo nella metà del VI secolo, sotto l'imperatore Giustiniano I, furono eseguiti interventi strutturali significativi. In analogia con la basilica omonima a Costantinopoli, anche questa chiesa era dedicata alla Sapienza di Dio (Hagia Sophia), uno dei titoli attribuiti a Cristo giovane.
La prima testimonianza storica dell'utilizzo del nome "Santa Sofia" risale al 1329, quando compare in un'iscrizione in un vangelo manoscritto ("questo vangelo fu scritto a Sofia, la metropoli di Sredec"). Solo nel corso del XIV secolo il nome della chiesa finì per designare anche l’intera città, sostituendo il toponimo antico “Sredec”.
Dopo la conquista di Serdica da parte di Krum nell'809, crollarono le volte delle tre navate longitudinali, del transetto, nonché la sovrastruttura del nartece. In seguito alla conversione al Cristianesimo dei Bulgari nel 864, l'edificio fu ristrutturato e, forse già allora, furono rimosse le torri difensive, conferendogli una pianta più simile all'attuale.
Nei secoli successivi, Santa Sofia venne utilizzata come chiesa cattedrale della città, soprattutto per cerimonie funebri, grazie alla vicinanza a uno dei principali cimiteri cittadini. Durante il periodo del Secondo Impero bulgaro (XII-XIV secolo), la basilica acquisì lo status di cattedrale metropolitana. Risalgono al XII secolo alcune tracce di pitture murali, anche se non è stato rinvenuto alcun synthronon.

### La trasformazione in moschea e il declino

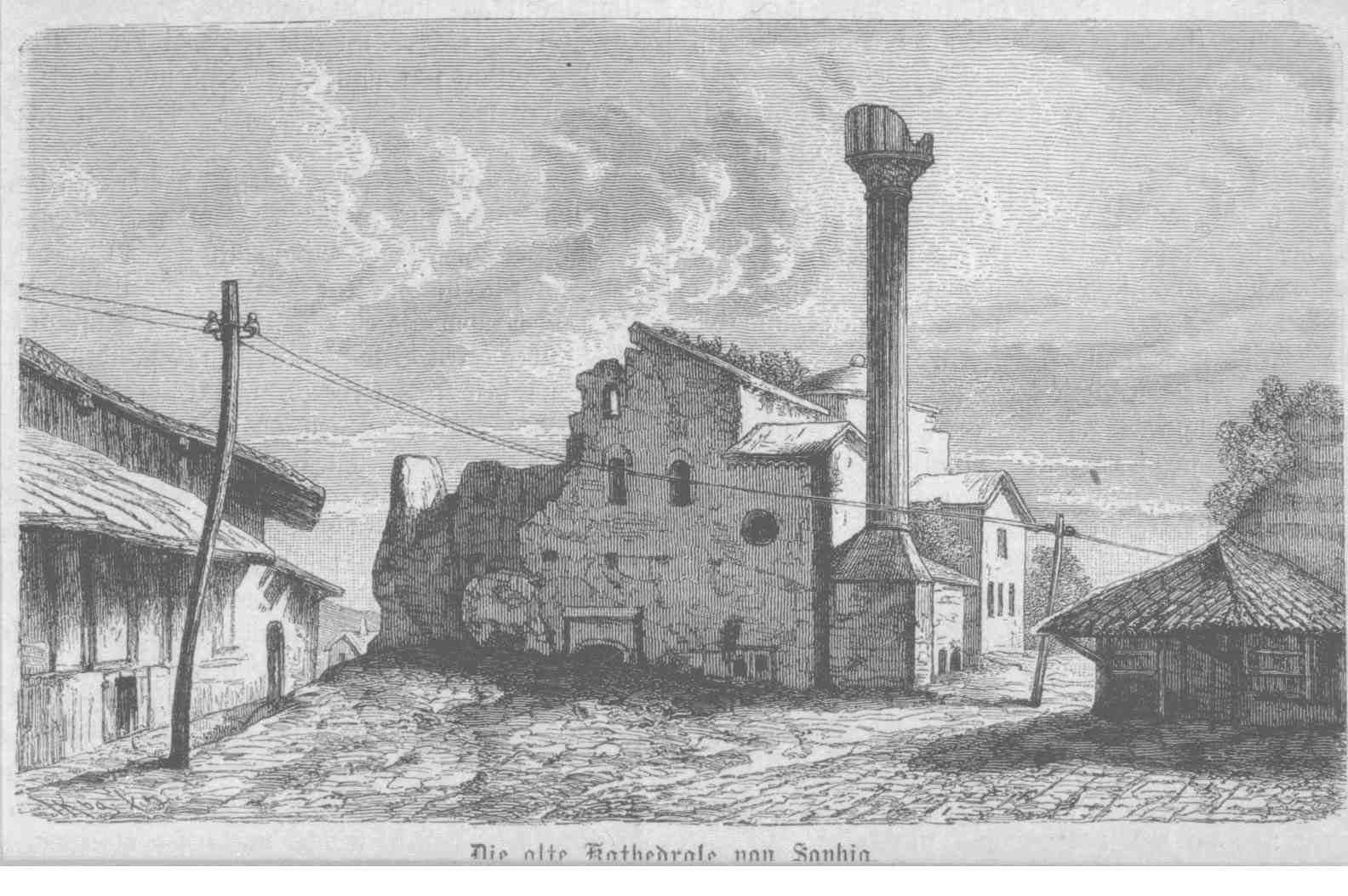
Santa Sofia nel 1878.

Dopo l'invasione ottomana della Bulgaria, la chiesa fu convertita in una moschea: venne eretto un minareto e gli affreschi paleocristiani furono distrutti. L’edificio subì danni significativi, probabilmente per la prima volta, a causa di un terremoto verificatosi nella metà del XV secolo.
Alla fine del XVI secolo, il luogo fu ricostruito come moschea per volere del Gran visir ottomano Sijavuš Paša, mantenendo la sua funzione islamica per oltre due secoli. 
Nel 1818 e nuovamente nel 1858, forti terremoti colpirono gravamente la struttura: il minareto crollò e la moschea fu definitivamente abbandonata. Le parti superstiti furono trasformate in magazzino. 
Il 4 gennaio 1878, durante la guerra russo-turca, le truppe del generale russo Iosif Vladimirovič Gurko furono accolte con una preghiera di ringraziamento nello spiazzo antistante alla chiesa. In seguito, il magazzino fu chiuso, ma verso la fine del XIX secolo, nonostante le proteste degli abitanti di Sofia, le parti alte dell’edificio furono adibite a torre di osservazione dei vigili del fuoco.

### Il restauro del XX secolo

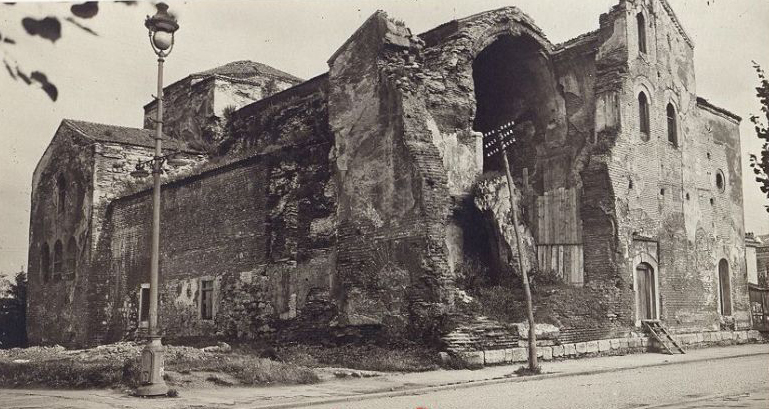
Santa Sofia nel 1915.

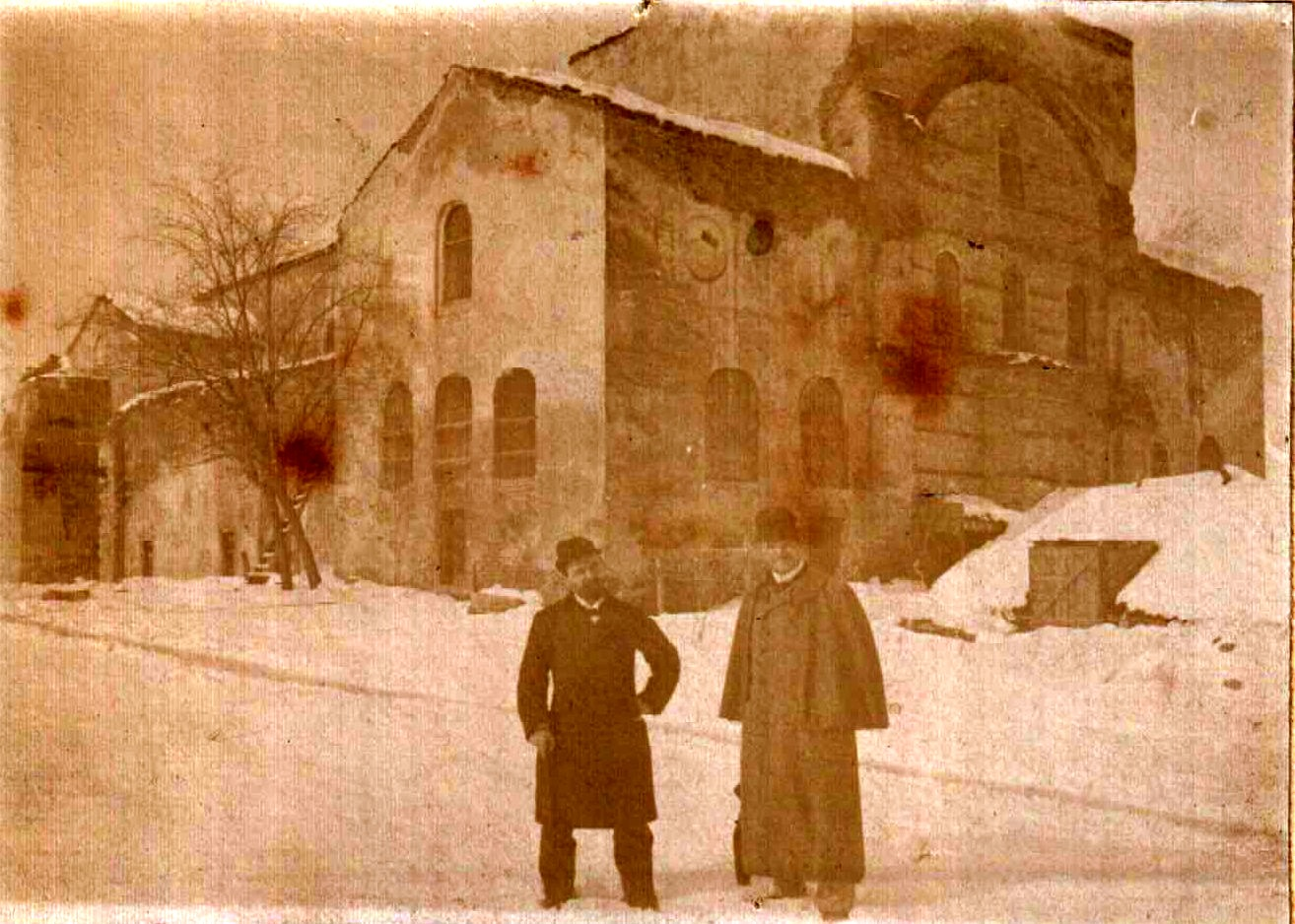
Prima del 1900.

Nel settembre 1899, il maggiordomo Apostol Georgiev, preoccupato per l'assenza di luoghi di culto nella parte orientale di Sofia - dalla chiesa "Sveti Kral" fino ai villaggi di Poduene e Slatina - propose il restauro dell'ala meridionale della basilica, allora semidistrutta. 
Con il supporto dell'architetto Nikola Lazarov e di notabili cittadini come Račo Dimčev, Bojko Nešov, dott. Stojan Danev, Marko Balabanov, Scarlett Ikonomov, Sofia Bogdan Stankovič e molti altri, si riuscì a completare la cappella meridionale, che fu consacrata il 20 dicembre 1900 dal metropolita Partenio di Sofia. Dal quel fioeno, Apostol Georgiev iniziò il servizio liturgico, da solo per un anno, prima di essere affiancato da altri sacerdoti.
Nel 1927, la chiesa fu ufficialmente riconosciuta come patrimonio nazionale delle antichità (Gazzetta statale, n. 69),aprendo la strada al suo primo restauro moderno, concluso nel 1930. Il 21 settembre 1930, la basilica fu consacrata nuovamente e tornò a ospitare regolarmente le funzioni religiose.
Nel 1935, sotto la guida del prof. Bogdan Filov e dell’architetto Alexandâr Rašenov, furono condotti studi sistematici e ulteriori interventi di restauro. Nel 1955, la chiesa fu dichiarata monumento culturale e architettonico di importanza nazionale (Izvestia n. 73).
L’obiettivo dei restauri era quello di recuperare la forma originaria della basilica: una pianta a croce latina con un braccio orientale allungato, concluso in un’abside e una cupola centrale priva di aperture, posta all’intersezione della navata principale con il transetto. Questa configurazione simmetrica fu determinante sia per la disposizione interna dello spazio sia per le soluzioni volumetriche esterne di forte impatto visivo.
Durante il bombardamento anglo-americano di Sofia del 1944, Santa Sofia subì gravi danni, analoghi a quelli riportati dalla cattedrale di Aleksandr Nevskij.
Un nuovo ciclo di restauri dell’esterno fu avviato nel periodo 1980–1981, secondo il progetto degli architetti Hristo Gančev e D. Damjanov, operanti presso l’Istituto Nazionale per i Monumenti Culturali. Nel 1986, lo stesso Gančev coordinò un’équipe per sviluppare un programma completo di conservazione, restauro ed esposizione degli interni della chiesa.

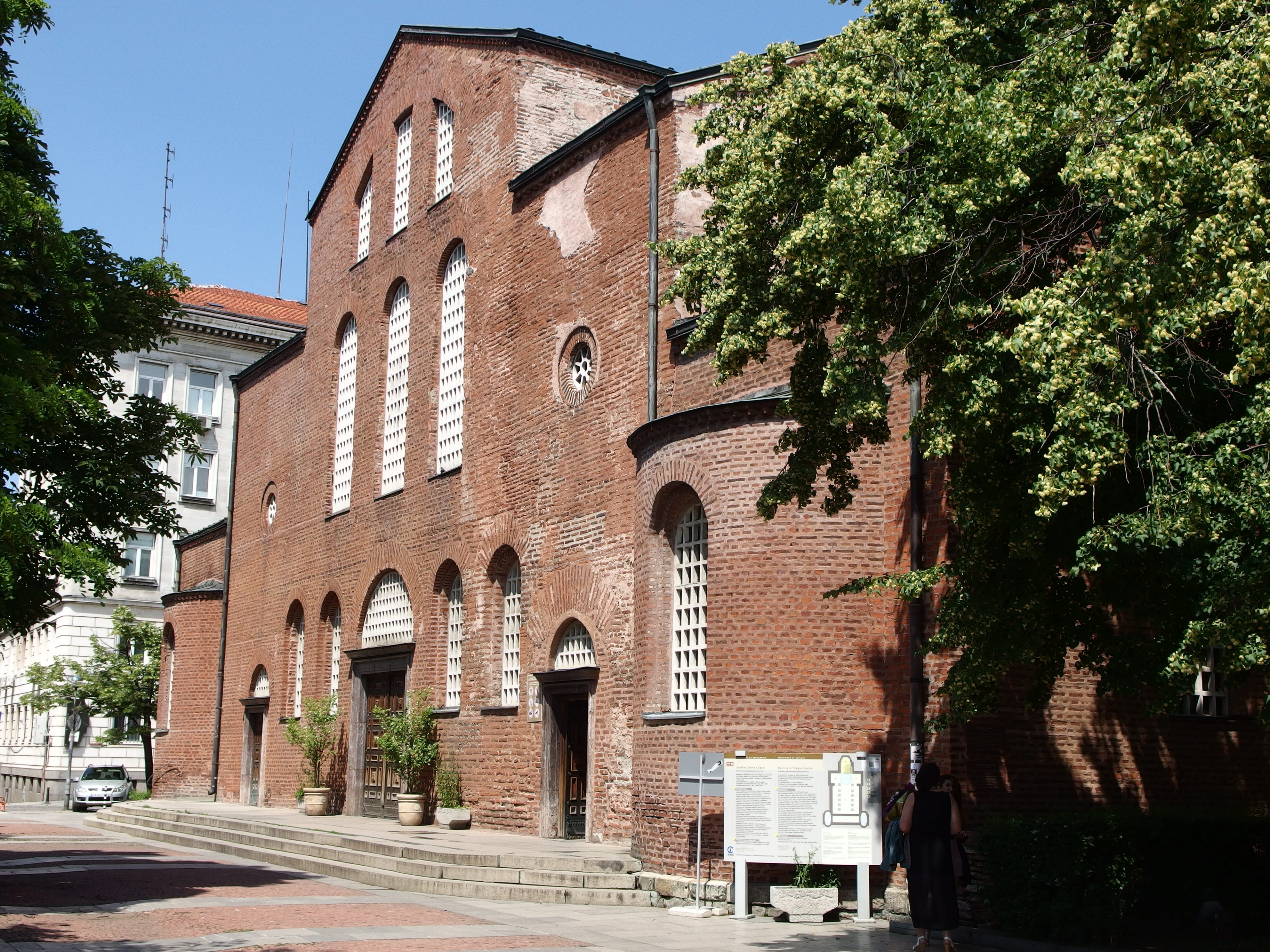
La facciata

Durante glianni '80 e '90 del XX secolo, la basilica fu oggetto di nuovi interventi di restauro e conservazione, che contribuirono alla sua definitiva consacrazione come simbolo della spiritualità e della memoria nazionale bulgara. In questo periodo, venne restaurato il principale memoriale ufficiale della Repubblica di Bulgaria, il Monumento al Milite Ignoto, situato sulla facciata meridionale della chiesa e progettato dall'architetto Nikola Nikolov.
In seguito a queste operazioni, furono scoperte numerose tombe e strutture sepolcrali al di sotto del monumento e nelle sue vicinanze immediate. Le rilevanti scoperte archeologiche portarono all’avvio di un ambizioso progetto storico-architettonico a lungo termine, per la ricerca dettagliata, la conservazione, il restauro e la socializzazione dell'intero complesso.

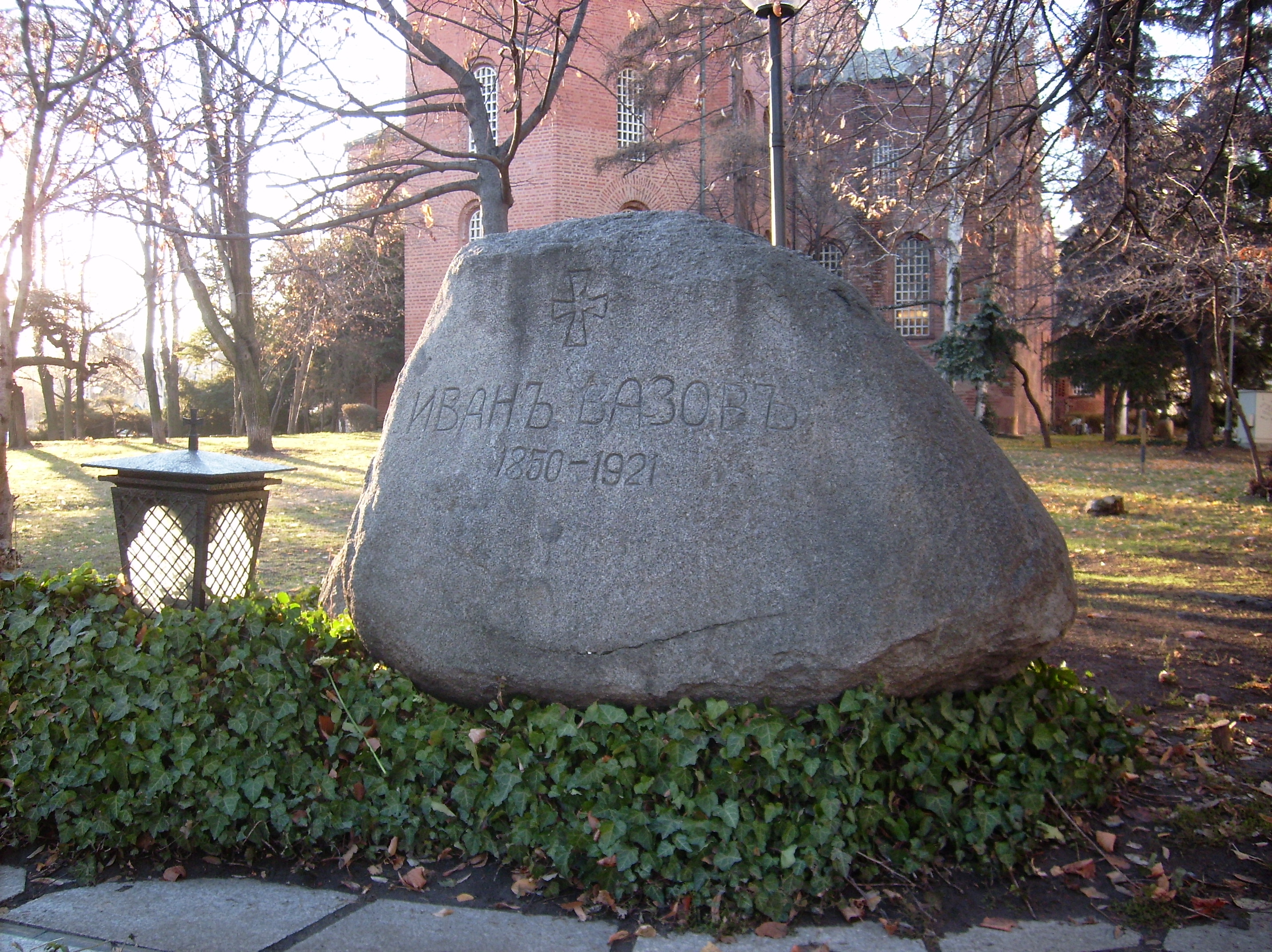
La tomba di Ivan Vazov.

Nel biennio 2012–2013, furono conclusi i lavori di conservazione e valorizzazione degli interni della basilica e delle tombe sotterranee, secondo il progetto del noto archeologo e architetto Vasil Kitov. In questa occasione, fu realizzato il primo e unico museo sotterraneo della città di Sofia, integrato direttamente nel complesso archeologico della Chiesa di Santa Sofia. Il museo permette oggi di esplorare le stratificazioni storiche e i reperti sepolcrali conservati sotto il pavimento della chiesa, offrendo un’esperienza immersiva nella storia della cristianità bulgara.
Oggi, la Chiesa di Santa Sofia è considerata uno dei più importanti valori architettonici paleocristiani dell’Europa sudorientale, con rilevanza mondiale.
Nel giardino orientale della basilica si trova la tomba di Ivan Vazov, uno dei più celebri scrittori bulgari, morto nel settembre del 1921.

## Architettura

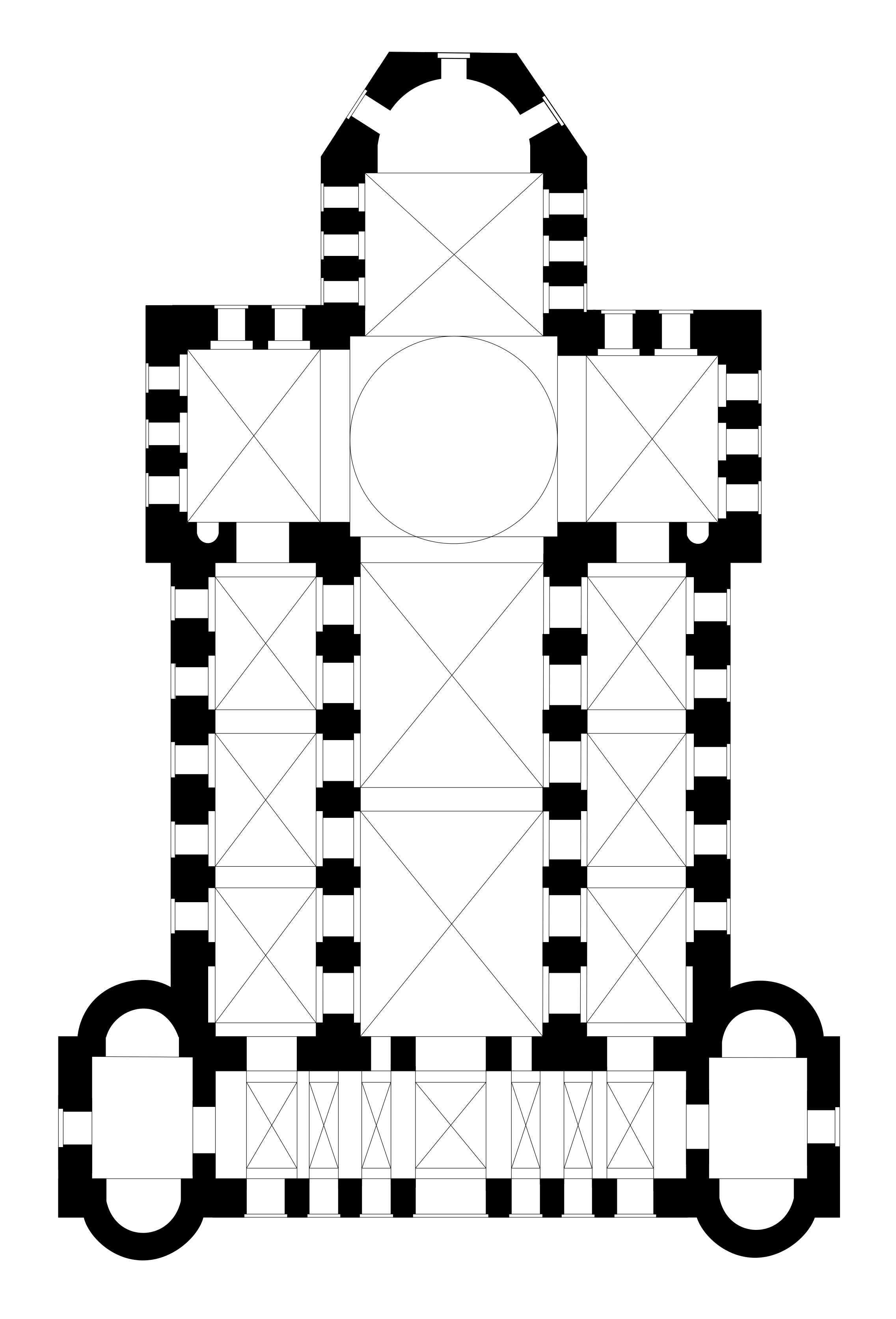
La pianta della basilica

La chiesa ha una lunghezza complessiva di 46,45 metri e una larghezza di 20,20 metri. La navata centrale si estende per 7,70 metri di larghezza, affiancata da due navate laterali larghe 4,30 metri ciascuna. A queste si aggiunge la navata trasversale del transetto, lunga 23 metri e larga 7,30 metri. L'altezza della navata centrale raggiunge i 16,10 metri, mentre quella della cupola è di 19,75 metri.

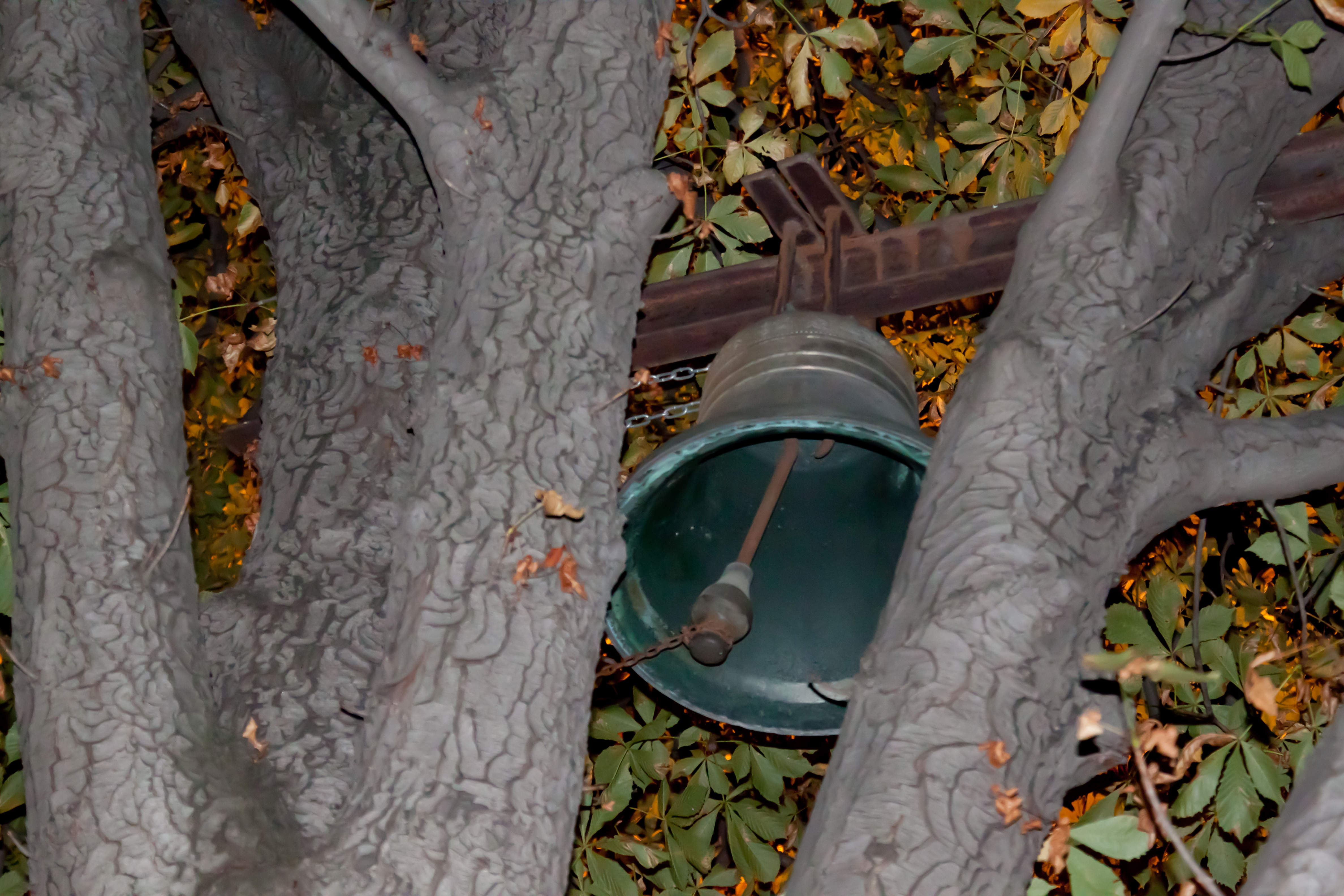
La campana è appesa ad un alto albero secolare nel giardino antistante l'ingresso.

Secondo l'archeologo bulgaro Bogdan Filov, la chiesa "riveste anche una grande importanza scientifica generale, in quanto è uno dei monumenti architettonici più antichi della Penisola balcanica [...] Santa Sofia, che non presenta  alcuna caratteristica bizantina e si distingue nettamente da tutte le altre chiese della Bulgaria, rappresenta chiaramente un periodo in cui lo stile bizantino non aveva ancora raggiunto quel predominio eccezionale nell'architettura sacra della Penisola balcanica, che ha poi soffocato ogni altra manifestazione autonoma, e ha lasciato il segno anche negli edifici dei tempi più recenti [...] In realtà, però, si tratta qui di un edificio originale [...] [le sue] peculiarità non possono essere spiegate sulla base attraverso i monumenti locali [...] dovremmo [...] rintracciare principalmente l'architettura ecclesiastica paleocristiana in Anatolia."
Curiosamente, oggi la basilica non possiede un campanile: la sua campana è sospesa ad un albero secolare, posto nel giardino antistante l’ingresso.